# Tituss Burgess
Tituss Burgess (Athens, 21 de fevereiro de 1979) é um actor e cantor norte-americano nascido nos Estados Unidos. Ele já apareceu em quatro musicais da Broadway, e é conhecido por sua voz de alto tenor. Trabalhou na  série de televisão de comédia de situação 30 Rock, interpretando D'Fwan, membro da comitiva de Angie Jordan (Sherri Shepherd). Ele interpretou Titus, um aspirante a ator e cantor na série da Netflix Unbreakable Kimmy Schmidt, criada por Tina Fey.

## Filmografia

### Cinema
| Ano  | Título                   | Papel               | Notas        |
| ---- | ------------------------ | ------------------- | ------------ |
| 2014 | Are You Joking?          | Hank Trenton        |              |
| 2016 | The Angry Birds Movie    | Photog              | Voz          |
| 2016 | Catfight                 | John                |              |
| 2017 | Smurfs: The Lost Village | Vaidoso             | Voz          |
| 2018 | Set It Up                | Creepy Tim          |              |
| 2018 | Then Came You            | Julian              |              |
| 2019 | I Hate Kids              | The Amazing Fabular |              |
| 2019 | Dolemite Is My Name      | Theodore Toney      |              |
| 2019 | The Addams Family        | Glenn               | Voz          |
| 2021 | Respect                  | James Cleveland     | Pós-produção |
| 2025 | Branca de Neve           | Dengoso             | Voz          |

### Televisão
| Ano             | Título                                            | Papel            | Notas                                          |
| --------------- | ------------------------------------------------- | ---------------- | ---------------------------------------------- |
| 2009            | Schoolhouse Rock                                  | Narrador         | Episódio: "The Rainforest" (Earth Rock series) |
| 2009            | The Battery's Down                                | Mr. Z            | 2 Episódios                                    |
| 2011            | A Gifted Man                                      | Larry, O Guarda  | Episódio: "In Case of Discomfort"              |
| 2011–2012       | 30 Rock                                           | D'Fwan           | 4 Episódios                                    |
| 2012            | Blue Bloods                                       | Priest           | Episódio: "The Life We Chose"                  |
| 2013            | Royal Pains                                       | Kristoff         | Episódio: "Bones to Pick"                      |
| 2015–2019       | Unbreakable Kimmy Schmidt                         | Titus Andromedon | Elenco Regular, 52 Episódios                   |
| 2016            | Match Game                                        | Ele mesmo        | Participante Regular                           |
| 2016–2018       | Elena of Avalor                                   | Charoca          | Voz, 2 Episódios                               |
| 2017            | Julie's Greenroom                                 | Ele mesmo        | Episódio: "Costumer Service"                   |
| 2017            | RuPaul's Drag Race: All Stars                     | Ele mesmo        | Episódio: "Pop Art Ball"                       |
| 2019            | Miracle Workers                                   | God's brother    | Episódio: "1 Day"                              |
| 2019            | The Good Fight                                    | Wade V.          | Episódio: "The One with the Celebrity Divorce" |
| 2020            | Unbreakable Kimmy Schmidt: Kimmy vs. the Reverend | Titus Andromedon | Especial Netflix                               |
| 2020            | Dishmantled                                       | Ele mesmo        | 10 Episódios                                   |
| 2020            | Central Park                                      | Cole Tillerman   | Elenco Regular, Voz                            |
| 2020 - presente | Sing On!                                          | Ele Mesmo        | Apresentador                                   |

## Discografia
- Jersey Boys (2005)
- Here's To You (2006)
- Here's To You (2006)
- Disney's The Little Mermaid
- Keys (2008)
- Thirteen Stories Down (2010)
- Comfortable (2012)
- Saint Tituss (2019)

## Premiações

### Emmy Awards
| Ano  | Categoria                                                   | Série                                             | Resultado |
| ---- | ----------------------------------------------------------- | ------------------------------------------------- | --------- |
| 2015 | - Outstanding Supporting Actor in a Comedy Series           | Unbreakable Kimmy Schmidt                         | Indicado  |
| 2016 | - Outstanding Supporting Actor in a Comedy Series           | Unbreakable Kimmy Schmidt                         | Indicado  |
| 2017 | - Outstanding Supporting Actor in a Comedy Series           | Unbreakable Kimmy Schmidt                         | Indicado  |
| 2018 | - Outstanding Supporting Actor in a Comedy Series           | Unbreakable Kimmy Schmidt                         | Indicado  |
| 2020 | - Outstanding Supporting Actor in a Limited Series or Movie | Unbreakable Kimmy Schmidt: Kimmy vs. The Reverend | Indicado  |

### Screen Actors Guild Awards
| Ano  | Categoria                                                    | Série                     | Resultado |
| ---- | ------------------------------------------------------------ | ------------------------- | --------- |
| 2016 | - Outstanding Performance by a Male Actor in a Comedy Series | Unbreakable Kimmy Schmidt | Indicado  |

### Critics' Choice Television Awards
| Ano  | Categoria                                  | Série                     | Resultado |
| ---- | ------------------------------------------ | ------------------------- | --------- |
| 2015 | - Best Supporting Actor in a Comedy Series | Unbreakable Kimmy Schmidt | Indicado  |
| 2017 | - Best Supporting Actor in a Comedy Series | Unbreakable Kimmy Schmidt | Indicado  |
| 2018 | - Best Supporting Actor in a Comedy Series | Unbreakable Kimmy Schmidt | Indicado  |

### Gold Derby Awards
| Ano  | Categoria                      | Série                     | Resultado |
| ---- | ------------------------------ | ------------------------- | --------- |
| 2015 | - Best Comedy Supporting Actor | Unbreakable Kimmy Schmidt | Venceu    |
| 2016 | - Best Comedy Supporting Actor | Unbreakable Kimmy Schmidt | Venceu    |
| 2017 | - Best Comedy Supporting Actor | Unbreakable Kimmy Schmidt | Venceu    |

### NAACP Image Awards
| Ano  | Categoria                                          | Trabalho                  | Resultado |
| ---- | -------------------------------------------------- | ------------------------- | --------- |
| 2017 | - Outstanding Supporting Actor in a Comedy Series  | Unbreakable Kimmy Schmidt | Indicado  |
| 2018 | - Outstanding Supporting Actor in a Comedy Series  | Unbreakable Kimmy Schmidt | Indicado  |
| 2019 | - Outstanding Supporting Actor in a Comedy Series  | Unbreakable Kimmy Schmidt | Indicado  |
| 2019 | - Outstanding Supporting Actor in a Motion Picture | Dolemite Is My Name       | Indicado  |